# Young’n (Holla Back)
Young’n (Holla Back) – drugi singel amerykańskiego rapera Fabolousa promujący album pt. Ghetto Fabolous. Został wydany w roku 2001.